# Puerto de Paranaguá
El puerto de Paranaguá (en portugués: Porto de Paranaguá) es uno de los puertos principales  de Brasil y de América Latina. Se encuentra localizado en la ciudad de Paranaguá, en el Estado de Paraná. El sistema de acceso terrestre al puerto está conformado por la BR-277, PR 407, PR 411, PR 410 y PR 412. El acceso ferroviario es a través del ferrocarril Sul-Atlântico S / A, Red Sur, de la ex Superintendencia Regional Curitiba (SR 5), de la Rede Ferroviária Federal S.A. (RFFSA). La terminal de contenedores de Paranaguá es la única del sur de Brasil que cuenta con ferrocarril directo.
El Puerto de Paranaguá tiene su área de influencia formada por los estados brasileños de Mato Grosso do Sul, Mato Grosso, Santa Catarina, Rio Grande do Sul, Paraná, Minas Gerais, parte de São Paulo, y el país de Paraguay. 

## Historia
En 1935, Paranaguá estaba en camino de exportar mate y café e importar productos manufacturados de Europa. El puerto, con solo 400 metros, manejó 91.500 toneladas en su primer año. Lo mismo que un solo barco se embarcó, el 2020, en la mayor operación de harina de soja en el puerto de Paraná. Con más de 50 millones de toneladas manejadas en el año, Paranaguá cumplió 85 años manejando 500 veces más cargas hoy de las que operaba en el momento de su fundación.
Desde la llegada del primer barco extranjero, el English Somme, el tamaño y la cantidad de barcos que atracaban en el puerto han cambiado. En la década de 1930, alrededor de 400 barcos pequeños y embarcaciones personales amarraban cada año. Hoy son más de 2 mil, más de 330 metros de largo y 42 metros de ancho.
El tráfico marítimo creció a medida que se realizaron dragados y mejoras de infraestructura. El primer dragado en el Puerto de Paranaguá data de 1936, pero recién en 1948 se incrementó la profundidad a lo largo del muelle y la cuenca de evolución.
En ocho décadas, los tipos de productos manipulados han ido transformando el puerto de Paraná. En 1965, por ejemplo, Paranaguá era el mayor exportador de café del mundo. Con el fin del ciclo del producto, en la década de 1970, llegaron los envíos de maíz y madera. Porto ya ha exportado cargas como el mentol cristalizado, que fue la base para la producción de pasta de dientes y menta. Fueron cargados en barcos en barriles y cajas; Ya contaba con el embarque de lecitina de soja, aceite de sasafrás, mango de escoba y hasta un cuadrado de guatambu (madera de marfil), que se exportaba a Europa para fabricar patas de muebles, además de maderas nobles como pino y canela.
Actualmente, Paranaguá es el primer puerto de Brasil en la exportación de harina de soja y aceite vegetal, el segundo en la exportación de azúcar, papel (bobina), productos congelados, alcohol y vehículos, el tercero en el envío de soja y madera. El puerto de Paraná también es líder en la importación de fertilizantes y representa el 34% de todas las importaciones de fertilizantes en el país.

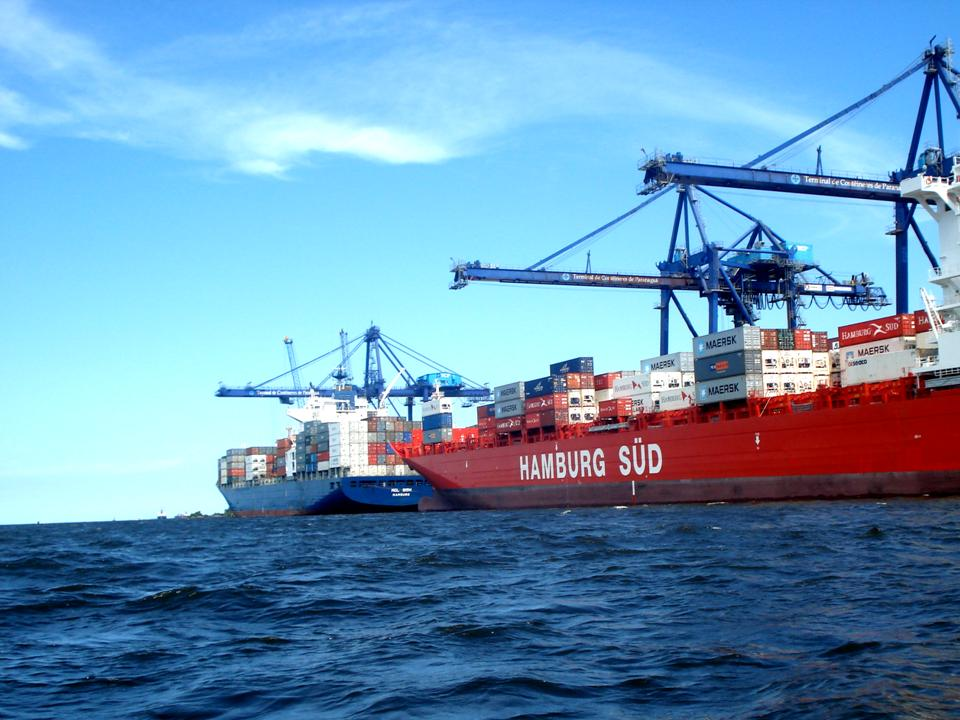
Puerto de Paranaguá

En 2020 presentó más de 57 millones de toneladas de movimiento de producto. Con 14,2 millones de toneladas de soja exportadas, 5,4 millones de toneladas de harina de soja y 2,5 millones de toneladas de maíz.
El Puerto de Paranaguá es el puerto de graneles más grande de América Latina. También es el tercer puerto de contenedores más grande de Brasil, solo superado por Itajaí y Santos. Es el puerto más grande de Brasil para la exportación de granos. Exporta e importa granos, fertilizantes, envases, líquidos, automóviles, madera, papel, sal, azúcar, entre otros. La mayoría de los barcos de otros países son de Estados Unidos, China, Japón y Corea del Sur. 